# آزادی شناختی
آزادی شناختی یا «حق تعیین سرنوشت ذهنی»، آزادی فرد برای کنترل فرآیندهای ذهنی، شناخت و آگاهی خود است. استدلال شده است که هم بسط و هم اصل زیربنای حق آزادی اندیشه است. اگرچه این موضوع اکنون یک مفهوم نسبتاً تعریف شده است، اما بسیاری از نظریه‌پردازان، «آزادی شناختی» را دارای اهمیت فزاینده‌ای می‌دانند زیرا پیشرفت‌های تکنولوژیکی در علم اعصاب اجازه می‌دهد تا توانایی روزافزونی برای تأثیر مستقیم بر آگاهی وجود داشته باشد. آزادی شناختی یک حق به رسمیت شناخته شده در هیچ‌یک از معاهدات بین‌المللی حقوق بشر نیست، اما در ایالات متحده در سطح محدودی به رسمیت شناخته شده است، و استدلال می‌شود که این اصل، زیربنای تعدادی از حقوق شناخته شده می‌باشد.